# 헨티산맥
헨티산맥(몽골어: Хэнтийн нуруу)은 몽골 북동부의 투브주와 헹티주에 있는 산맥이다.

## 역사
이 산맥은 고대 중국에서 랑주쉬산(狼居胥山)이라고 불렸다. 기원전 119년, 한나라 군대는 흉노와 모베이 전투를 벌였고, 그곳에 도착하여 승리를 기념하는 일련의 의식을 거행했다.

## 지리

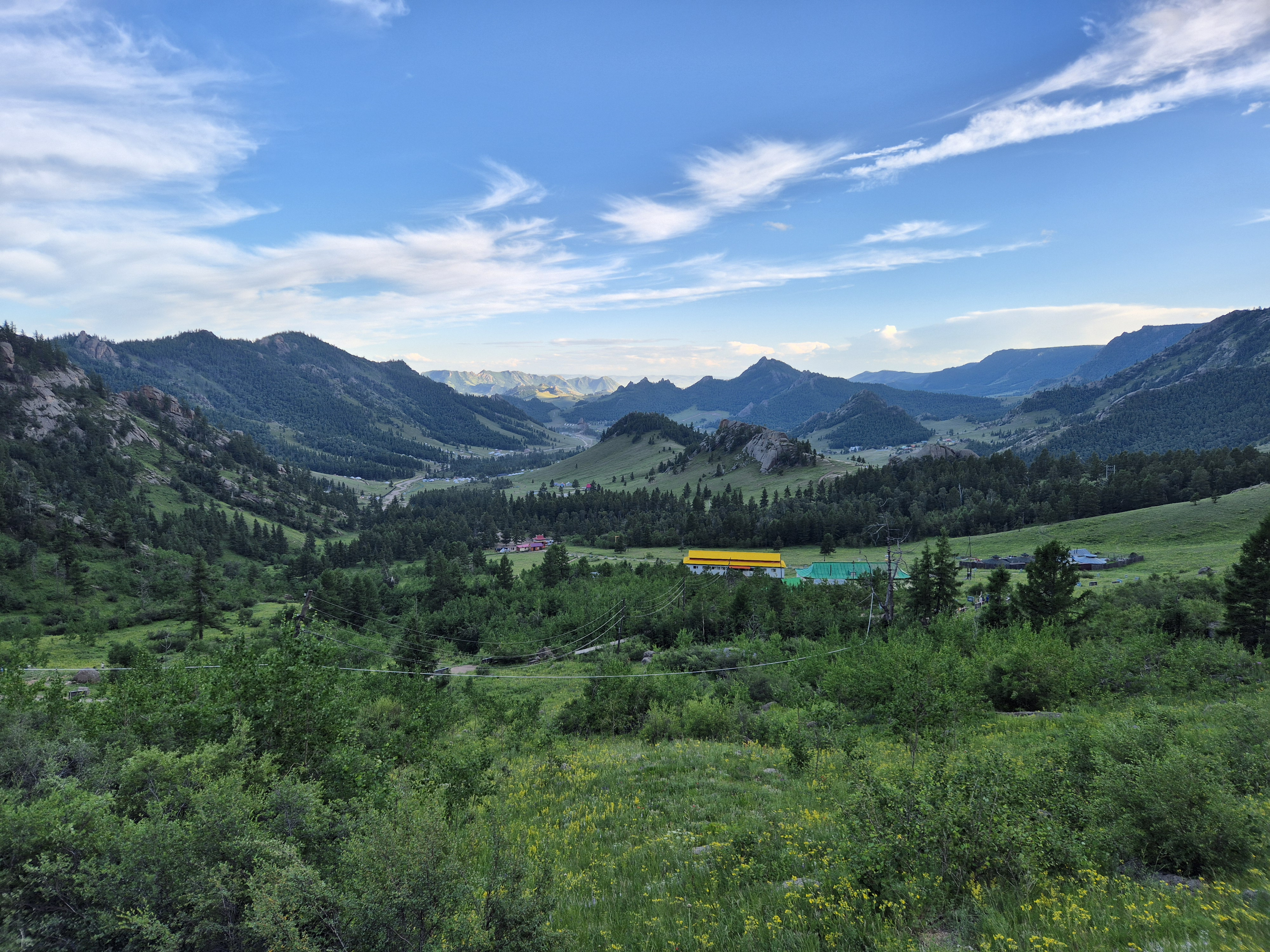
칭기즈 칸의 탄생지 근처 테를지의 헨티산맥

이 산맥은 칸 헨티 특별 보호 구역과 겹치며, 칭기즈 칸의 기원과 관련된 몽골의 성스러운 산인 부르한 할둔을 포함한다. 이 산맥은 북극해(바이칼호를 통해)와 태평양 유역 사이의 분수령을 이룬다. 이 산맥에서 발원하는 강으로는 오논, 케룰렌, 멘자, 툴 강이 있다.
헨티산맥의 북쪽 연장은 러시아 자바이칼 변경주의 헨테이-다우르 고원의 일부를 이루는 동명의 산맥을 형성한다.
몽골 제국의 건국자인 칭기즈 칸은 헨티산맥에 몽골인들이 대금령 또는 이흐 호리그라고 불렀던 안식처를 선택한 것으로 여겨진다. 이 지역은 칸이 묻힌 곳으로 추정된다.